# Huta Jerzego
Huta Jerzego, osiedle Jerzego (niem. Georgshütte) – dawna kolonia robotnicza oraz historyczna gmina na terenie obecnych Siemianowic Śląskich, położona w południowo-wschodniej części miasta, w dzielnicy Centrum. Powstała w połowie XIX wieku wraz z budową huty Jerzy, a wyburzona została pod koniec lat 70. XX wieku.

## Historia
Początki osadnictwa na terenie Huty Jerzego wiążą się z powstaniem jednej z najstarszych hut cynku na Górnym Śląsku – powstałej w 1818 roku Georgshütte (huta Jerzy). W 1842 roku rozpoczęto budowę nowej huty, która została w 1846 roku odkupiona od spółki Georg von Giesches Erben przez Hugona Henckla I von Donnersmarcka. Hutę w 1885 roku zamknięto wskutek osuwania się ziemi spowodowanej eksploatacją węgla kamiennego.
W 1845 roku w pobliżu powstała Theresiahütte (późniejsze Katowickie Zakłady Naprawcze – obecnie zlikwidowane), a później szyb Alba kopalni węgla kamiennego Fanny. Kopalnia została zamknięta w 1933 roku w wyniku wezbrania Brynicy, a jej ponowny rozruch nastąpił w 1956 roku (szyb Knoff-Śmiłowski). Wydobycie w niej trwało do 1961 roku. W latach 1854–1857 powstała przebiegająca przez Bytków, Hutę Laura, Hutę Jerzego i dalej do Zawodzia sieć kolei wąskotorowej
Przy hucie Jerzego założono kolonię robotnicza, która z biegiem czasu przekształciła się w samodzielną gminę z budynkiem urzędu i dwiema szkołami. Ponadto w Hucie Jerzego działały obiekty usługowe. Znajdował się tu też magiel oraz dwa piekarnioki (piece do wypieku chleba). Do domów mieszkalnych przylegały ogródki. Przy kolonii powstała w 1890 roku strzelnica. W 1905 roku Hutę Jerzego zamieszkiwało 618 osób.
W latach międzywojennych na obszarze Huty Jerzego powstały liczne biedaszyby. W Hucie Jerzego znajdowało się pełnowymiarowe boisko do piłki nożnej klubu Śląsk Siemianowice, które od lat 40. XX wieku było ogólnodostępne. Z klubu wywodzi się też kilku utalentowanych kolarzy szosowych. W kolonii ponadto działał oddział Sokoła.
W Hucie Jerzego do lat 70. XX wieku stał największy w Siemianowicach Śląskich dom mieszkalny z drewna (tzw. drewnianka), który został w połowie XIX wieku przywieziony z Mikołowa i tutaj poskładany. Obiekt o konstrukcji sumikowo-łątkowej ustawiony był na murowanym kamiennym cokole z piaskowca.
Przed wyburzeniem osiedla znajdowały się tu m.in.: restauracja, sklep ogólnospożywczy, sklep mięsny, a wcześniej bar i kręgielnia. Do Huty Jerzego dojeżdżał autobus linii 22. Pod koniec lat 70. XX wieku zabudowę Huty Jerzego wyburzono. Po niej pozostały obszary dawnych sadów, a obecnie teren dawnej kolonii stanowią nieużytki.